# Radič Crnojević
Radič Crnojević (en serbio: Радич Црноевіћ, fl. 1392–1396) fue un señor de la Casa de Crnojević que mantuvo un dominio en la Alta Zeta. Posteriormente expandió su dominio a partes de la Baja Zeta, incluyendo Grbalj, Paštrovići y Budva. Radič era hijo de Crnoja Đurašević.

## Biografía
Radič se rebeló contra los Balšić, que gobernaban el señorío de Zeta. Radič puso en peligro con frecuencia la ciudad de Kotor, manteniendo malas relaciones con ellos. También mantenía estrechas relaciones con la República de Ragusa y obtuvo la ciudadanía veneciana el 30 de noviembre de 1392.

Zeta Superior e Inferior en el.

El señor zetano, Đurađ II, tuvo problemas derivados de las batallas que involucraban a los otomanos, las cuales Radič aprovechó para independizarse de él. A finales de 1392, Đurađ II secuestró al sanjak-bey de Skopie. Radič, con la ayuda de sus hermanos Stefan y Dobrivoje, aprovechó este suceso para tomar el control de Budva, así como de la Metohija de San Miguel, [ 1 ] en 1392 de manos de los Balšići, convirtiéndose así en el señor de Budva. Radič gobernó Budva hasta su muerte en 1396.
Radič también dirigió una expedición a Lezhë, arrebatándosela a los Dukagjini y expulsándolos en el proceso. Sin embargo, el reinado de Radič fue muy temporal, ya que los Dukagjini retomaron Lezhë a principios de 1393.

## Muerte
A finales de abril de 1396, Radič y su hermano Dobrivoje realizaron una importante maniobra contra el señor Đurađ II (Balšić) de Zeta. Tomaron la región de Grbalj y sitiaron Kotor. Incapaz de tomar la ciudad, el consejo de Kotor acordó pagarle tributo. Đurađ se volvió antipático para la población cristiana ortodoxa tras estos acontecimientos. La toma del poder por parte de los ortodoxos Crnojević fue bien recibida por el pueblo, lo que resultó en que Paštrović se uniera a Radič. El 25 de abril o mayo de 1396, el dúo se dirigió a la batalla contra el propio Đurađ. Esto fue un grave error, ya que las fuerzas de Đurađ derrotaron completamente a los Crnojević y mataron a Radič, logrando así hacerse con el control de una parte de sus dominios. El duque Sandalj Hranić aprovechó la oportunidad para conquistar Budva después de la muerte de Radič, además de casarse con su viuda, Jelena.

## Familia
Radič se casó con Jelena, de origen desconocido. Tuvieron el siguiente descendencia:
- Đurađ (fl. 1413-1435), señor de Paštrovići y voivoda del Despotado de Serbia.
- Aleksa "Lješ" (fl. 1413-1427), señor de Paštrovići y voivoda del Despotado de Serbia.